# Gustaf Lewenhaupt (1875–1951)
Gustaf Adolf Lewenhaupt, född 20 oktober 1875 i Klara församling, Stockholms stad, död 29 december 1951 i Helsingborgs Maria församling, Malmöhus län, var en svensk greve och militär.

## Biografi
Lewenhaupt avlade mogenhetsexamen i Helsingborg 1895 och blev samma år student vid Lunds universitet. Han blev volontär vid Skånska husarregementet 1896 och sergeant där 1897. Lewenhaupt blev elev vid krigsskolan i september 1897, fanjunkare i augusti 1898 och utexaminerades från krigsskolan i november 1898. Han blev underlöjtnant vid Skånska husarregementet, var attaché vid beskickningen i London 1902, genomgick Krigshögskolan 1902–1904 och blev därefter löjtnant vid Skånska husarregementet. Lewenhaupt var 1908–1912 sekundadjutant vid I. arméfördelningens stab 1908–1912, regementskvartermästare 1913–1917 och befordrades 1914 till ryttmästare. Han var skvadronschef 1917–1922, tjänstgjorde 1921 i franska armén vid dragonregementet i Vincennes och blev major i Skånska husarregementet 1922. Han var chef för Skånska husarregementets detachement i Uppsala 1922–1924, blev major vid fördelningskavalleriet med tjänstgöringsskyldighet vid Norrlands dragonregemente 1924, överstelöjtnant i armén 1926 och överstelöjtnant vid fördelningskavalleriet med tjänstgöringsskyldighet vid Norrlands dragonregemente 1927. Han var överste och chef för Skånska kavalleriregementet 1928–1935. Levenhaupt erhöll Osmanié-orden av fjärde klassen 1906, blev riddare av Svärdsorden 1919, kommendör av andra klassen av samma orden 1931 och kommendör av första klassen 1933.
Gustaf Lewenhaupt var son till utrikesminister Carl Lewenhaupt och Augusta Wirsén. Han gifte sig 1906 med friherrinnan Ebba Elisabet Ramel (1886–1985), dotter till envoyén, friherre Charles Emil Ramel och Hildur Elisabet Ekström. Makarna Lewenhaupt var föräldrar till Axel Lewenhaupt.